# Carlota de Prússia (duquessa de Saxònia-Meiningen)
Carlota de Prússia, duquessa de Saxònia-Meiningen (Berlín 1860 - 1919). Princesa de Prússia i princesa d'Alemanya, amb el rang d'altesa reial i imperial. Fou l'última duquessa sobirana de Saxònia-Meiningen a l'haver contret matrimoni amb el duc Bernat III de Saxònia-Meiningen.
Nascuda al Palau Reial de Berlín el dia 24 de juliol de 1860, la princesa Carlota era filla del príncep hereu i futur kàiser Frederic III de Prússia i de la princesa reial Victòria del Regne Unit. La petita era neta per via paterna del kàiser Guillem I d'Alemanya i de la princesa Augusta de Saxònia-Weimar-Eisenach mentre que per via materna ho era de la reina Victòria I del Regne Unit i del príncep consort Albert de Saxònia-Coburg Gotha.
Els fills del kàiser Frederic III de Prússia des de ben petits, i al llarg de tota la seva vida, es dividiren en dos grups antagònics que s'enfrontarien en nombroses ocasions. El primer grup era format pels tres fills grans: Guillem II de Prússia i els prínceps Carlota de Prússia i Enric de Prússia de forta tendència conservadora i germanòfil i recolzats pels seus avis paterns, el rei Guillem I de Prússia i la princesa Augusta de Saxònia-Weimar-Eisenach; en canvi, les tres filles petites, les princeses Victòria de Prússia, Sofia de Prússia i Margarida de Prússia eren de tendències liberal i anglòfila i eren extremadament afins als seus pares.
Carlota es veié ràpidament influïda per la forma d'actuar de la seva àvia, la princesa Augusta. Molt conservadora i extremadament orgullosa de la seva posició recolzaria sempre al seu germà, el kàiser Guillem II de Prússia en contra dels seus pares.
Carlota es casà el 1878 a Berlín amb el príncep hereu i després duc Bernat III de Saxònia-Meiningen, fill del duc Jordi II de Saxònia-Meiningen i de la princesa Carlota de Prússia. El matrimoni tingué una única filla:
- SAR la princesa Feodora de Saxònia-Meiningen, nascuda el 1879 a Berlín i morta el 1945 com a conseqüència d'haver comès suïcidi després d'una llarga infermetat. Es casà amb el príncep Enric XXX de Reus.

No fou capaç de construir un ambient familiar i convisqué amb un marit que no entengué, amb aficions diametralment diferents (ell l'arqueologia, ella la vida de societat) i pràcticament no veié créixer a la seva filla.
Especialment activa fou la influència de la duquessa en impedir el casament de la seva germana la princesa Victòria de Prússia que enamorada del príncep Alexandre de Battenberg no s'hi pogué casar perquè el matrimoni no fou aprovat per la família de Prússia a conseqüència de ser un simple príncep de Battenberg fruit d'un matrimoni morganàtic.
També influí a la seva àvia perquè no permetés el casament de la princesa Sofia de Prússia amb el rei Constantí I de Grècia, ja que suposaria que la seva germana s'hagués de convertir a l'Església ortodoxa grega.
Finalment lluità contra la seva mare perquè el seu pare no fos operat del càncer de coll, que li costà la vida, per un especialista anglès. Carlota també esbombà a la Cort la malaltia que patia la seva mare, un altre cèncer.
L'any 1919 després de diversos anys de malaltia moria a Berlín. Anys després, analitzant el seu cos i el de la seva filla es descobrí que totes dues patien de porfíria. La porfíria és una malaltia típica de la casa reial de Hannover i de la qual quedà boig el rei Jordi III del Regne Unit. La porfíria consisteix en el fet que la sang es barreja amb l'orina provocant forts dolors i trastorns. La malaltia es transmeté a través de la reina Victòria I del Regne Unit.